# Munții Monteoru
Munții Monteoru sau Masivul Monteoru reprezintă un masiv montan component al Munților Buzăului,din Carpații de Curbură.Cel mai înalt vârf este vârful Monteoru,cu 1344 de metri înălțime, după alte măsurători,1388 de metri înălțime.